# Frank D'Amico
 (juillet 2016).
Si vous disposez d'ouvrages ou d'articles de référence ou si vous connaissez des sites web de qualité traitant du thème abordé ici, merci de compléter l'article en donnant les références utiles à sa vérifiabilité et en les liant à la section « Notes et références ».
Francis « Frank » D'Amico est un personnage de fiction, super-vilain évoluant dans les comics Kick-Ass de Marvel. Reconnu pour son humour sarcastique, il est le pire ennemi de Kick-Ass. 

## Biographie
Frank d'Amico est le propriétaire de la compagnie Frank's, une entreprise criminelle spécialisée dans la vente de drogue. Il ne se fera jamais arrêter par les autorités. Frank a un condo luxueux à New York et un revenu familial très élevé.

## Famille
Frank possède un frère nommé Ralph, lui aussi membre de la mafia mais contrairement à Frank, il se fera finalement jeter à la prison. Sa femme Angie et lui ont eu un fils nommé Christopher qui deviendra le super-héros Red Mist et plus tard, le super-vilain Motherfucker.

## Film
Comme dans sa biographie écrite au-dessus, Frank D'Amico est un riche importateur de drogue. Il a une femme, Angie et un fils Chris, à qui il ne veut pas parler de ses activités criminelles. Celles-ci n’intéressent pas non plus les autorités qui préfèrent rester à l'écart de Frank D'Amico et de ses hommes et gardes du corps, notamment  Rasul, Big Joe et Cody.